# Syria na Letnich Igrzyskach Paraolimpijskich 2016
Syrię na Letnich Igrzyskach Paraolimpijskich w Rio de Janeiro reprezentowało 2 zawodników (1 kobieta i 1 mężczyzna). Był to siódmy występ tego kraju na paraolimpiadzie. Żaden reprezentant nie zdobył medalu na imprezie.

## Wyniki

### Lekkoatletyka

#### Mężczyźni
| Zawodnik        | Konkurencja          | Wynik   | Pozycja | Źródło |
| --------------- | -------------------- | ------- | ------- | ------ |
| Mohamad Mohamad | Rzut Oszczepem (F57) | 32,72 m | 10.     | [ 1 ]  |
| Mohamad Mohamad | Pchnięcie Kulą (F57) | 13,91 m | 6.      | [ 2 ]  |

### Podnoszenie Ciężarów

#### Kobiety
| Zawodniczka   | Kategoria | Wynik | Pozycja | Źródło |
| ------------- | --------- | ----- | ------- | ------ |
| Noura Baddour | do 41 kg  | 92 kg | 4.      | [ 3 ]  |